# Gyerekkatonák
Az 1997-es fokvárosi, UNICEF által szervezett tanácskozás résztvevői szerint gyerekkatona: „bármely 18 év alatti személy, aki része valamilyen hagyományos vagy irreguláris fegyveres erőnek illetve fegyveres csoportnak, bármilyen formában, beleértve de nem kizárólagosan a szakácsokat, hordárokat, hírvivőket, információszerzőket illetve kémeket és bárkit, aki ilyen csapatoknak része, a családtagokat kivéve. A definíció lányokra is kiterjed, amennyiben szexuális szándékkal vagy erőszakos házasságkötés gyanánt sorozták be őket. Ennek következtében a definíció nem kizárólagosan vonatkozik fegyvert hordó illetve hordott gyermekekre”.

## Térbeli és időbeli meghatározás
Gyerekkatonák a világ minden régiójában léteznek, gyakorlatilag bárhol, ahol fegyveres konfliktus zajlik. Mégis, a legjobban érintett területek Afrika, Dél-Amerika, a Közel-Kelet illetve Dél-és Délkelet-Ázsia. Elemzések szerint 2004 és 2007 között 19 országban alkalmaztak gyerekkatonákat kormányerők illetve nem állami fegyveres csoportok: Afganisztán, India, Indonézia, Irak, Izrael és az elfoglalt palesztin területek, Burma, Nepál, Fülöp-szigetek, Sri Lanka, Thaiföld, Közép Afrikai Köztársaság, Burundi, Csád, Elefántcsont-part, Kongói Demokratikus Köztársaság, Szomália, Szudán, Uganda és Kolumbia.
Az időbeli meghatározása a jelenségnek nem egyszerű, és téves az a nézet, miszerint a posztkoloniális - gyarmatbirodalmak felbomlása utáni - időszak hozta volna el a gyermekkatonáskodást, bár tény, hogy ebben az időszakban jelentősen megemelkedett a gyermekek részvétele a konfliktusokban. Azonban a gyökerek egészen az ókori Görögországig és a Római Birodalomig nyúlnak vissza, amikor is a gyerekeket lándzsavivőként, üzenethordozóként használták. További történelmi példák a 17 évesen harcoló Jeanne d’Arc, a 12 évesen csatákban részt vevő dán király, Brian Boru , a gyermekek keresztes hadjárata a Szentföldre, a második világháború zsidó „kiskatonái’, valamint a vietnámi háború kiskorú résztvevői. Elmondható tehát, hogy a jelenség nem a modern kor szüleménye.
Fekete-Afrika az a térség, amely a legjobban érintett a problémában. Habár már a törzsi időkben is alkalmaztak gyermekkatonákat, a dekolonizáció után kitörő polgárháborúk jellemzője lett a gyermekek alkalmazása fegyveres konfliktusokban. Angola és Mozambik voltak azok az országok, ahol a leghamarabb tört ki konfliktus: mindkettő esetén 1975-ben. A civil halálos áldozatok száma 1986-87-ben hozzátevőlegesen százezer volt mindkét országban, többségük nő és gyerek. Több milliónyian - a lakosság fele - váltak menekültté a háború miatt. Hasonló helyzetek jöttek létre Afrika déli részének többi országában is a 80-as években: Tanzániában, Zambiában, Etiópiában, Malawiban, Zimbabwéban, Botswanaban, Lesothoban, Szváziföldön, Namíbiában és a Dél-Afrikai Köztársaságban is.
A 90-es években Közép-Afrikában jöttek létre újabb konfliktusok (pl.: Sierra Leone, Libéria), s többségük a 2000-es években is tartott még. A gyerekkatonákról szóló, 2004-es globális riport szerint körülbelül 100.000 gyermek harcolt Afrikában abban az évben; többségük Burundiban, Elefántcsontparton, Kongóban, Szomáliában, Szudánban és Ugandában.
Azonban napjainkban sincs vége a szörnyűségeknek, a nemzetközi összefogás és a jogi szabályozás ellenére 2013 végén a Közép-afrikai Köztársaságban, Dél-Szudánban és Szíriában alkalmaztak gyerekeket a Child Soldiers International szerint.

## Miért éppen gyerekek?
Felmerül a kérdés, vajon miért alkalmaznak egyáltalán kiskorúakat felnőttek helyett, hiszen az az általánosan elfogadott nézet, hogy a háború a felnőtt férfiak dolga. A válasz az lehet, hogy a gyermekek kevés élettapasztalattal rendelkeznek, ezáltal könnyebben engedelmeskednek, mint a felnőttek. Sokszor nem tudják felmérni a valódi veszélyt, ami körülveszi őket, ezért félelemérzetük is csekélyebb. S mivel a kiskorúaknak gyakran még nincs saját véleménye, felelősségérzete, s a gyerekeknek általában szükségük van valakire, akire felnézhetnek, akire hallgathatnak, ezáltal könnyebben befolyásolhatóvá, manipulálhatóvá válnak. Azonban azok a milíciák, amelyek kiskorúakat soroznak be - általában erőszakkal -, sok esetben nemcsak a gyerekek hiszékenységére apellálnak. Kábítószerekkel „kínálják” őket, hogy megtörjék a pszichológiai korlátjaikat, aminek következtében elveszítik normális ítélőképességüket, sokkal bátrabbak, de ugyanakkor agresszívabbak lesznek, s könnyűszerrel nekiindulnak a harcoknak. A kábítószer befolyása alatt sokszor brutális tetteket követnek el, s később, amikor elmúlik a drog hatása, rémálmok emlékeztetik őket a szörnyűségekre, maradandó lelki sérüléseket okozván ezzel.
Ugyanakkor előfordul az is, hogy a gyerekek önkéntesen állnak be a hadseregekbe vagy lázadó csoportokba, mert a konfliktus során elvesztették családjaikat, rokonaikat, s nincs hová menniük. Ezek a milíciák azt az érzetet keltik bennük, hogy tartoznak valahová, valamilyen közösségbe. A sanyarú egzisztenciális helyzet vagy az oktatási lehetőségek hiánya is lehet magyarázó oka annak, amiért gyermekek fegyveres csoportokhoz csatlakoznak.

## Az erőszak gyerekekre való hatása
Az előzményeknél még súlyosabb az erőszak gyerekekre való hatása. A gyermekkatonák alanyai lehetnek rossz bánásmódnak és szexuális kizsákmányolásnak. Sokszor kényszerítik őket szörnyű kegyetlenségek elkövetésére vagy végignézésére, úgy, mint nemi erőszak, családtagok vagy barátok meggyilkolása. Ha megpróbálnak elszökni és rajtakapják őket, verés vagy halál várhat rájuk. Beavatásukkor a kiskatonák kegyetlen rituálék áldozatai, s később, a szolgálati időben pedig bármilyen helytelennek vélt tett brutális büntetést vonhat maga után. Előfordul, hogy embertelen körülmények között nagyon nehéz fizikai munkát végeztetnek velük, valamint napi szinten kemény edzéseken, kiképzéseken kell részt venniük.
A lányok sokszor feledésbe merülnek a harcok kapcsán, holott ők - főleg az árvák - még embertelenebb veszélyeknek lehetnek kitéve egy konfliktushelyzetben. Azon kívül, hogy őket is ugyanúgy besorozhatják, nemi erőszak, kényszerházasság, emberkereskedelem és prostitúció áldozatai is lehetnek. Ezek mind fizikai és lelki traumákhoz, nem kívánt terhességekhez, nemi úton terjedő betegségekhez vezethetnek. Példának okáért a legveszedelmesebb szexuális úton terjedő betegséget, az AIDS-t, Fekete- Afrikában hatszor annyi lány kapja el, mint fiú. Ráadásul a lányokat sokszor övezi megbélyegzés a társadalom felől, például ha egy kisgyermekkel térnek haza, vagy ha betegek, ezért gyakran fordul elő, hogy szándékosan nem jelentkeznek rehabilitációs, demobilizációs illetve egészségügyi programokra, úgymond láthatatlanok maradnak. Így azonban sokkal nehezebb visszailleszkedniük a közösségekbe és folytatniuk a háború előtti életüket. Éppen ezért hívják fel a nemzetközi szervezetek a figyelmet a lányok fokozott igényeire és szükségleteire egy konfliktusos helyzetben és az azt követő rehabilitációs programokban.

## A gyerekeknek nyújtott segítség
A polgárháborús konfliktusokba keveredett államok saját állampolgáraik számára nem tudnak segítséget nyújtani, hiszen vagy meg van bénulva a kormányzás, vagy maga az állam alkalmaz gyerekeket a hadseregében. Ezért jellemzően a nemzetközi közösség nyújt segítséget az ilyen helyzetekben, legfőképpen a kormányközi és nem kormányközi nemzetközi szervezetek: Nemzetközi Vöröskereszt, az ENSZ Nemzetközi Gyermekalapja (UNICEF), Egészségügyi Világszervezet (WHO), az ENSZ Gyermekjogi Bizottsága (CRC), az ENSZ Menekültügyi Főbiztosa (UNHCR), az ENSZ emberi jogi szervei, az ENSZ Békefenntartó Műveleteinek Osztálya (DPKO), a Gyermekkatonáskodás elleni Koalíció (CSUCS), stb.
Afrikában - és a világon máshol is - a legnagyobb segítséget a gyermekkatonáknak az UNICEF nyújtja. Az UNICEF az Egyesült Nemzetek Szervezetének egy szakosított szerve, mely kifejezetten a gyermekekkel foglalkozik, 1946-os alapítása óta a gyermekek jogaiért tevékenykedik szerte a világon. Saját költségvetése van, főigazgatója 2010 óta az amerikai Anthony Lake.
„Az UNICEF munkáját a pártatlanság és a megkülönböztetéstől való mentesség jellemzi. Működése során elsősorban a leghátrányosabb helyzetben lévő gyermekeket és a legrosszabb helyzetű országokat támogatja.” 
A gyermekalap legfőbb céljai a „gyerekek életben maradásához és fejlődéséhez szükséges alapvető jogok” biztosítása: egészségügyi ellátás, élelmezés, tiszta ivóvíz, alapvető oktatás, gyorssegély háborúk és természeti katasztrófák során, lelki traumák kezelésében nyújtott segítség.
Az UNICEF az adott országokban a kormányokkal együttműködve, általában a békekötést követően, úgynevezett DDR programokat szervez, amely az angol „lefegyverzés és leszerelés” valamint „reintegráció” szavak rövidítése. Reintegráción itt a gyermekkatonák   társadalomba, közösségekbe való visszaállítását, visszailleszkedését kell érteni. Egy háború minden emberi lényt megvisel, de a gyermekeket sokszorozottan. A konfliktusok során szerzett testi és lelki sebeiket nem tudják egyedül kezelni, gyakran szenvednek poszttraumás stressztől, ezért mindenképpen szükséges és jogilag kötelező is leszerelési és reintegrációs programokat szervezni. Ezeket általában valamilyen rehabilitációs központban valósítják meg, amelyek lehetőleg kellő távolságban vannak a konfliktusos zónáktól, pl. egy szomszédos állam területén, vagy az adott államon belüli békés vidékeken, mint amilyen például a Lake Muhazi Centre Ruandában, ahol a szomszédos Kongóból jött gyerekeket segítik.
A központokban gondoskodnak a gyerekek egészségügyi állapotának folyamatos ellenőrzéséről, a megfelelő étkeztetésről és higiéniás körülményekről, pszichológiai segítséget nyújtanak és folyamatos oktatási lehetőséget biztosítanak. A gyerekek addig maradhatnak itt, amíg meg nem találják a családjukat, hozzátartozóikat - az UNICEF már több száz családot egyesített -, s ha ez nem következne be, gondoskodnak a kiskorúak ideiglenes vagy hosszú távú elhelyezéséről is. Amikor elérkezik a várva várt nap, elhagyhatják a központot, de hogy ne jelentsenek nagy terhet családjaiknak, az UNICEF-től egy úgynevezett „unification kit”, azaz egyesítési készletet kapnak, mely tartalmaz takarót, szúnyoghálót, konyhai edényeket és eszközöket, marmonkannát és egy zsák vetési magot.
2004 óta több tízezer gyermek hagyta el a fegyveres erőket és csoportokat, ahol korábban harcolt. Annak ellenére, hogy ezek a programok sikereket értek el a gyermekkatonák leszerelésében és a társadalomba való visszailleszkedésükben, körülbelül ugyanennyi, több tízezer gyermek maradt segítség nélkül, vagy önkéntesen nem vett részt a DDR programokban, például a megbélyegzés miatt. Sajnálatos módon az is előfordul, hogy a kormányok egyszerűen nem tudják megadni a szükséges hosszú távú pénzügyi és politikai támogatást, s a kezdetleges sikerek után megakadnak ezek a programok. Ilyen, nem megfelelő intézkedésekről számoltak be Afganisztánból, Burundiból, Elefántcsontpartról, a Kongói Demokratikus Köztársaságból, Guineából, Libériából és Dél-Szudánból. 
A lányok konfliktus utáni leszerelése és reintegrálása még aggasztóbb, hiszen őket gyakran eleve kizárják a hivatalos DDR programokból vagy önszántukból nem jelentkeznek. Libériában például 3000 leány vett részt a hivatalos DDR programokban, holott kb. 8000 volt érintett a háborúban, s hasonló a helyzet más országokban is, a részt vevő lányok csupán 15%-a kap segítséget.
Az aggasztó statisztikai adatok ellenére mégis elmondható, hogy az utóbbi években a média és a nemzetközi szervezetek, legfőképpen az ENSZ, felhívták a figyelmet erre az égető problémára, s konkrét lépések sorozata indult meg, s még tart ma is, a gyermekkatonáskodás végleges felszámolására. Ennek bizonyítékaként szolgálhat az ENSZ Gyermekjogi Egyezményéhez kiegészítésként készült, 2000-ben elfogadott Fakultatív Protokoll, amelyet eddig 155 ország ratifikált, s mely szigorúan meghatározza a fegyveres konfliktusokban részt vevő gyermekek életkorát: 15-ről 18 éves korra emeli azt.